# Рыков, Николай Александрович
Николай Александрович Рыков (22 мая 1910 — 20 марта 1984) — советский и российский учёный, педагог, биолог, доктор педагогических наук, профессор. Заведующий кафедрой методики преподавания естествознания Ленинградского государственного педагогического института имени А. И. Герцена (1966-1984). 

## Биография
Родился Николай Рыков в деревне Афаносовская, ныне Плесецкого района Архангельской области в 1910 году. Воспитание получил в семье дяди в городе Ленинграде. После завершения обучения в Ленинградском государственном педагогическом институте им. А. И. Герцена, в 1932 году Николай Александрович стал работать в Карелии. Затем вновь вернулся в Ленинград и с 1933 по 1938 годы работал старшим научным сотрудником на Ленинградской естественнонаучной педагогической станции Ленинградского городского отдела народного образования. Одновременно трудился преподавателем биологии в школе № 1 города Ленинграда. В 1939 году успешно защитил диссертацию на соискание степени кандидата наук по зоологии, а в 1955 году ему присвоена степень доктора педагогических наук.
Во время Великой Отечественной войны Николай Рыков проходил службу в Советской Армии преподавателем во 2-м Горьковском танковом училище. После войны стал работать в Институте усовершенствования учителей вместе с Н. М. Верзилиным и В. М. Корсунской. 
В 1960 году Рыков получил приглашение работать на кафедре методики преподавания естествознания Ленинградского государственного педагогического института им. А. И. Герцена. Некоторое время он был деканом факультета естествознания. Под его руководством были защищены 2 докторские и 23 кандидатские диссертации. Он предложил при кафедре организовать факультет повышения квалификации для преподавателей педагогических вузов страны. В течение многих лет этот факультет был востребован у методистов-биологов и просуществовал почти 30 лет.
После смерти П. И. Боровицкого в 1966 году Николай Александрович был избран на должность заведующего кафедрой методики преподавания естествознания, которой руководил до самой смерти.
Проживал в Ленинграде. Умер 20 марта 1984 года.

## Награды
- Орден «Знак Почёта»,
- Медаль К. Д. Ушинского,
- Медаль За победу над Германией в Великой Отечественной войне 1941—1945 гг.,
- Медаль «В память 250-летия Ленинграда».